# Mouvement pro-nucléaire
 (novembre 2023).
Le mouvement pro-nucléaire est l'ensemble des personnes et organisations (associations, syndicats, partis politiques) qui soutiennent l'utilisation et le développement de l'énergie nucléaire civile.

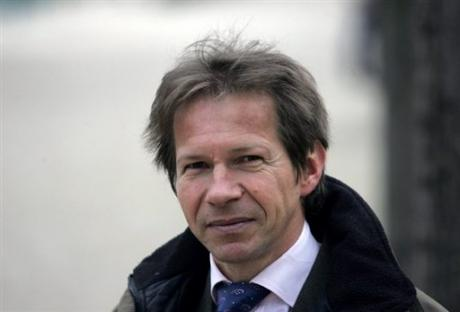
Jean-Marc Jancovici est l'un des partisans de l'énergie nucléaire civile dans le cadre de la lutte contre le dérèglement climatique.

## Contexte
Les principales raisons invoquées par les soutiens au nucléaire sont la protection de l'environnement, notamment la lutte contre le réchauffement climatique, l'économie, des raisons sanitaires, la préservation de l'emploi ou la sécurité énergétique par la diminution de la dépendance aux sources d'énergie importées,,.

## Historique
L'énergie d'origine nucléaire apparaît sur le marché de l'électricité dans les années 1950, suscitant enthousiasme et grande activité de recherche et développement, ainsi que l'espoir de pourvoir l'humanité d'une nouvelle source d'énergie bon marché et pratiquement inépuisable. L'atome utilisé à des fins pacifiques devient symbole de progrès et de bienfaits pour l'humanité,.
À l'occasion de ses 30 ans, le Bulletin de l'AIEA narre qu'« à mesure que le nucléaire se dégageait de l'intimité des laboratoires et perdait de son prestige en tant que discipline scientifique à mesure qu'il se transformait, au cours des années 1970, en réalités industrielles, le public en prenait conscience, s'y intéressait et s'en inquiétait ». En 1979, le premier grave accident survenu dans la centrale nucléaire de Three Mile Island, aux États-Unis ébranle l'industrie nucléaire dans le monde ; l'opposition du public au nucléaire croît,.
Le 26 avril 1986 survient à Tchernobyl, en Ukraine, la pire catastrophe jamais survenue dans une centrale nucléaire. Des morts sont déplorés et une importante quantité de radionucléides se disperse au-delà des frontières. Les fondements de l'option nucléaire et son avenir sont à nouveau fortement ébranlés,.
Le 11 mars 2011 a lieu l'accident de Fukushima. Malgré les explications relatives à la responsabilité des Japonais dans le choix du site des réacteurs, l'opinion publique se détourne un peu plus du choix de la filière nucléaire. En 2013, 67 % des Français étaient favorables au nucléaire ; ce taux chute à 47 % en 2018, mais remonte en 2022 à 75 %, tandis que 65 % seraient favorables à la construction de nouveaux EPR.
Selon la Sustainable Development Commission (en), l'énergie nucléaire restait en 2014 un domaine controversé de la politique publique.
En 2022, au cours de la crise énergétique mondiale de 2021-2023, l'opinion allemande change profondément : une large majorité souhaite que les centrales encore en activité soient prolongées et 41 % souhaitent la construction de nouvelles centrales nucléaires. En janvier 2023, le même phénomène est observé chez les Français.

## Professionnels du secteur nucléaire

### Au niveau international

#### Entreprises leaders du secteur
Les entreprises majeurs du secteur sont : en Chine, Compagnie nucléaire nationale chinoise (CNNC) et China General Nuclear Power Corporation (CGN) ; au Japon, Tokyo Electric Power Company (TEPCO) ; en Inde, Nuclear Power Corporation of India ; en Russie, Rosatom ; au Canada, Ontario Power Generation ; en Suède, Vattenfall.

#### Groupements professionnels
L'Association nucléaire mondiale (en anglais World Nuclear Association, WNA) regroupe la plupart des principaux acteurs du secteur nucléaire civil ; elle fait la promotion de  l'industrie nucléaire mondiale et propose un large éventail de statistiques et d'études techniques.

#### Institutions
L'Agence internationale de l'énergie atomique (AIEA) et l'Agence pour l'énergie nucléaire, organisation intergouvernementale spécialisée de l’OCDE, produisent de nombreux rapports et des bases de données sur l'énergie nucléaire.
L'Agence internationale de l'énergie (AIE) prend fréquemment position en faveur de la contribution du nucléaire à la transition énergétique.

#### Investisseurs
Bill Gates cofonde en 2006 la société TerraPower, qui développe des projets innovants de réacteurs nucléaires à onde progressive et à sels fondus. Lors d’un discours prononcé au MIT en 2010, il salue le potentiel de l’énergie nucléaire dans les pays où les énergies solaire et éolienne sont rares : « C’est presque infini. Nous pourrons d’ailleurs bientôt extraire de l’uranium des océans, à un coût très bas, afin de faire fonctionner ces machines aussi longtemps que le soleil brillera ».

### En France

#### Entreprises en tête du secteur
Les principales entreprises du secteur nucléaire ont une communication axée sur la promotion de ses avantages, par exemple en France : EDF, Orano, Framatome.

#### Groupements professionnels
Le Groupement des industriels français de l’énergie nucléaire (GIFEN) rassemble la branche de l'industrie nucléaire en France depuis 2018.

#### Agences gouvernementales
Commissariat à l'énergie atomique et aux énergies alternatives (CEA)
Agence nationale pour la gestion des déchets radioactifs (ANDRA)
Haut Comité pour la transparence et l’information sur la sécurité nucléaire (HCTISN)

#### Institutions
Académie des sciences
Institut international de l'énergie nucléaire

## Associations pro-nucléaires

### Au niveau international
Les Voix du nucléaire,,.
Clean and Safe Energy Coalition est une campagne de relations publiques financée par le groupement de professionnels du nucléaire Nuclear Energy Institute (en).
Supporters of Nuclear Energy Mouvement (SONE)[réf. à confirmer]
L'Association des écologistes pour le nucléaire (AEPN) rassemble quelque 10 000 membres dans le monde.
Climate Coalition.[réf. à confirmer]

### En France
La Société française d'énergie nucléaire (SFEN) est une société savante qui publie des études scientifiques étayées en faisant appel à l'expertise de ses membres ingénieurs ou chercheurs dans le secteur nucléaire.
L’association Sauvons le climat publie des argumentaires en faveur du nucléaire et des réfutations d’arguments des partisans du « tout-renouvelable »,.
La Fédération nationale des mines et de l'énergie CGT défend l'emploi de ses adhérents, dont une grande part travaille dans la filière nucléaire.
L’association PNC (« Patrimoine nucléaire et climat France »), dont le président est Bernard Accoyer, défend le nucléaire pour lutter contre le réchauffement climatique.
L'association Voix du Nucléaire organise régulièrement des manifestations publiques, des « Faites du nucléaire ».

## Personnalités publiques ayant défendu publiquement le nucléaire civil

### Personnalités politiques des principaux pays producteurs de nucléaire
Plusieurs dirigeants ont mené des politiques de maintien du parc nucléaire existant de leur pays, ou de développement du nucléaire civil de manière temporaire ou par nécessité, bien qu'ils ne se réclament pas nécessairement comme « pro-nucléaire » ou appartenant à un mouvement pro-nucléaire.
Le président Joe Biden a intégré dans son programme la contribution du nucléaire à la transition énergétique grâce aux petits réacteurs modulaires,. Son envoyé spécial pour le climat John Kerry précise cette position : « Nous devons garder ouverte une position de repli au cas où l'on ne réussirait pas une percée dans le stockage des batteries, si on ne réussit pas à créer une économie de l'hydrogène [...] je ne pense pas que cela prendra la forme ancienne de ces énormes centrales qui sont actuellement sur le marché et qui sont trop chères pour être réellement viables ».
Le gouvernement britannique est également favorable au nucléaire : Boris Johnson, présentant en novembre 2020 la feuille de route qui doit permettre au Royaume-Uni d'atteindre son objectif de neutralité carbone à l'horizon 2050, promet 525 millions de livres pour aider au développement des grandes centrales et de plus petits sites, grâce aux réacteurs modulaires avancés. Il annonce en décembre 2020 l'ouverture de discussions avec EDF pour la construction d'une nouvelle centrale nucléaire, Sizewell C.
Au Canada, le gouvernement de Justin Trudeau voit l'énergie nucléaire comme « un élément important du panier d'énergies propres actuel » du pays et fait pression sur l'étranger pour qu'elle soit incluse dans les discussions sur la lutte contre les changements climatiques.
Au Japon, Shinzō Abe déclare en 2016 : « Notre pays pauvre en ressources ne peut se passer de l'énergie nucléaire pour se garantir un approvisionnement régulier en énergie » et son gouvernement approuve en 2018 un plan énergétique visant à atteindre une part de 20 % à 22 % d’électricité d’origine nucléaire à l’horizon 2030 contre 2 % fin 2017. Son successeur Yoshihide Suga fixe en octobre 2020 l'échéance de 2050 pour que le Japon atteigne la neutralité carbone ; il précise que le pays va promouvoir l'utilisation des énergies renouvelables et de l'énergie nucléaire.
En Chine, le président Xi Jinping s'engage en septembre 2020 à atteindre la neutralité carbone en 2060. La Chine compte porter la part du nucléaire dans son mix électrique de 4,9 % en 2020 à 10 % d’ici à 2035, au rythme de construction de six à huit réacteurs par an, soit près d’une centaine en quinze ans. Une ébauche de trajectoire de neutralité carbone publiée en septembre 2020 par l’université Tsinghua prévoit un accroissement de la production d'électricité nucléaire de 382 % d'ici 2060.

### Personnalités politiques des autres pays
En septembre 2021, le ministre italien de la Transition écologique Roberto Cingolani déclare à propos des réacteurs nucléaires de quatrième génération : « Des pays sont en train d'investir sur cette technologie. Elle n'est pas encore mature, mais elle le sera bientôt. Si, à un certain moment, on est assuré que les déchets radioactifs seront peu nombreux, la sécurité élevée et les coûts bas, ce serait une folie de ne pas l'envisager ».
Le ministre italien du Développement économique, Giancarlo Giorgetti, s'inquiète en décembre 2021 de l'approvisionnement en énergie et de la flambée des prix : « Un blackout énergétique en Europe n'est pas à exclure, un plan pour l'éviter doit être défini au plus vite et le recours au nucléaire propre doit être envisagé sans a priori ».
Le ministre fédéral vert allemand de l’Économie et du climat Robert Habeck déclare en 2022 qu'il « ne « s'opposera pas idéologiquement » à la poursuite de l'utilisation de l'énergie nucléaire en République fédérale », ni à celle des centrales à charbon.

### Personnalités politiques des institutions européennes
Le commissaire européen au Marché intérieur Thierry Breton affirme que le choix de l'Union européenne de se fixer l'objectif de réduire d'au moins 55 % par rapport à 1990 ses émissions de gaz à effet de serre d'ici 2030 « implique de multiplier par deux la production d'électricité en 2050 » et qu'on pourra difficilement se passer du nucléaire pour cette transition ; il souligne que le choix de l’Allemagne de s’en passer a été « coûteux en CO2 » ; il se dit ouvert à l’idée de prolonger sur une période de trois à quatre ans certaines centrales appelées à fermer pour lancer le cycle de production de l’hydrogène.
La présidente allemande de la Commission européenne Ursula von der Leyen déclare le 22 octobre 2021 : « à côté (des renouvelables), nous avons besoin d'une source d'énergie stable : le nucléaire et, pendant une période de transition, bien entendu, le gaz ».

### Personnalités politiques françaises
Emmanuel Macron considère que « le nucléaire est une chance » en matière de réchauffement climatique,,.
Édouard Philippe a été, avant d'être Premier ministre, chargé des relations d’Areva avec le Parlement et les ministères de tutelle de 2007 à 2010.
Bruno Le Maire estime que « le nucléaire est un atout pour la France, une énergie qui n'émet pas de CO2. C'est des centaines de milliers de salariés, d'ouvriers, de compétences et de savoir-faire ».
Nicolas Sarkozy promet en 2016 d'abroger l’objectif de ramener à 50 % la part du nucléaire dans la production d’électricité en France : « il n’y a simplement aucune alternative crédible à l’énergie nucléaire [...] Il faut donc maintenir le parc actuel, et investir pour développer une nouvelle génération de centrales ».
Brice Lalonde (militant écologiste et candidat des écologistes à l'élection présidentielle française de 1981) déclare en 2019 que « le nucléaire, en dépit de ses imperfections, est un allié du climat », puis en 2020 que « le nucléaire, pour l'instant, c'est quand même l'une des industries les plus sûres ».
François Bayrou, interviewé par LCI en 2021 en tant que haut-commissaire au plan, déclare : « si on n’avait pas le nucléaire, on serait obligés d’avoir des centrales thermiques au pétrole ou au gaz, et on augmenterait nos rejets de GES. Il faut construire d’autres réacteurs, il n’y a pas d’autre solution ».

### Dirigeants d'entreprises
Le président du Medef, Geoffroy Roux de Bézieux, déclare en août 2021 : « Imaginer réussir la transition écologique sans le nucléaire est un immense mensonge ».
Elon Musk développe, en 2015 à la Sorbonne, un plaidoyer en faveur du nucléaire : « L'énergie nucléaire a toute sa place dans des pays bénéficiant d'un environnement naturel stable, comme ici chez vous en France. Le nucléaire a tué bien moins de personnes que le réchauffement climatique. Les conséquences de l'élévation de la température à la surface du globe sont telles que ce serait une erreur de tourner le dos à l'énergie nucléaire tant que d'autres énergies alternatives et renouvelables n'ont pas trouvé toute leur place ».

### Journalistes, chercheurs, experts
Selon James Lovelock, « il n'existe qu'une source d'énergie immédiatement disponible qui ne cause pas de réchauffement climatique : c'est l'énergie nucléaire. [...] L'opposition à l'énergie nucléaire est fondée sur des craintes irrationnelles [...]. Ces craintes sont injustifiées, et l'énergie nucléaire, depuis ses débuts en 1952, a prouvé qu'elle est la plus sûre de toutes les sources d'énergie. [...] La civilisation est en danger imminent et doit utiliser le nucléaire, la seule source d'énergie sûre et disponible dès maintenant, ou sinon subir les maux qui vont nous être infligés par notre planète outragée »; de nombreux autres biologistes sont en faveur de l'utilisation pacifique du nucléaire.
James E. Hansen et trois autres spécialistes du réchauffement climatique ont publié en 2013 une lettre ouverte aux anti-nucléaires : « la poursuite de l'opposition à l'énergie nucléaire menace la capacité de l'humanité à éviter le danger du changement climatique ».
Selon Jean-Marc Jancovici, « On n'a pas trouvé mieux que le nucléaire pour produire de l'électricité sans trop polluer. […] Il y a de 10 à 100 fois plus de métal dans l'éolien et le photovoltaïque que dans le nucléaire par kilowatt-heure produit. Il faut donc faire 10 à 100 fois plus de trous dans la terre pour aller chercher les métaux ».

### Écologistes, écologues, environnementalistes
Antoine Waechter, pionnier du mouvement antinucléaire et candidat à plusieurs élections présidentielles, défend le nucléaire, déclarant : « c'est une folie de vouloir réduire la part du nucléaire ! ».
Michael Shellenberger, fondateur de l'association Environmental Progress et du think tank Breakthrough Institute, explique : « J'étais initialement, comme beaucoup de gens, assez hostile à l'énergie nucléaire. Mais j'ai changé d'avis en me rendant compte qu'une économie moderne ne peut pas reposer sur le solaire et l'éolien. Ils ne font que rendre chaotique la production d'électricité et facilitent le développement des énergies fossiles »; plus généralement, tous les écomodernistes.
Zion Lights, porte-parole du mouvement Extinction Rebellion jusqu'en juin 2020, quitte l'organisation notamment pour défendre l'énergie nucléaire qu'elle considère comme « une source d’énergie fiable à faible émission de carbone dans laquelle nous pouvons investir dès maintenant. […] Entourée d’activistes antinucléaires, j’avais laissé la peur des radiations, des déchets nucléaires et des armes de destruction massive s’infiltrer dans mon subconscient. J’ai réalisé que j’avais été dupée dans le sentiment anti-science depuis tout ce temps ».

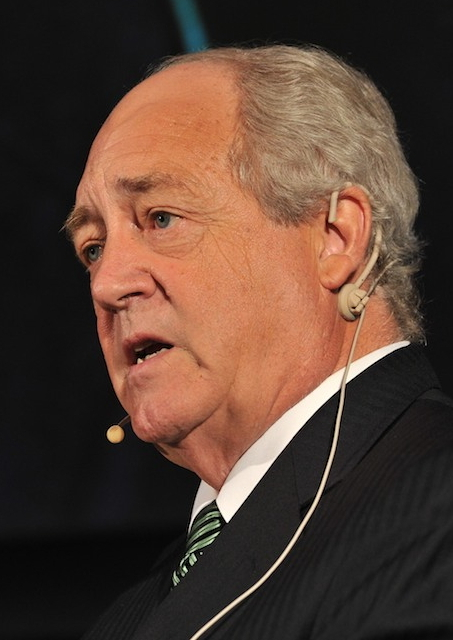
Patrick Moore (ici en 2009) a été un opposant à l'énergie nucléaire dans les années 1970, mais est devenu un défenseur de l'utilisation de ce type d'énergie.

Patrick Moore, cofondateur et l'un des premiers présidents de Greenpeace, dont il a dirigé l'antenne canadienne pendant sept ans, écrit en 2006 : « en trente ans, mes idées ont évolué... Le nucléaire est peut-être la source d’énergie qui peut préserver notre planète. Les mouvements verts doivent revoir leur position ».
George Monbiot a durement condamné les méthodes anti-scientifiques du mouvement anti-nucléaire : « le mouvement a trompé le monde sur les effets des rayonnements sur la santé humaine. […] Incapable de fournir des sources, réfutant des données avec des anecdotes, sélectionnant uniquement les éléments qui lui conviennent dans les études, dédaignant le consensus scientifique, invoquant une dissimulation pour l'expliquer : tout ceci est horriblement familier. Ce sont les habitudes des climato-sceptiques, contre qui le mouvement vert a lutté vaillamment, appelant la science à son aide. Il est désolant de découvrir que lorsque les faits ne leur conviennent pas, les membres de ce mouvement recourent aux folies qu'ils ont dénoncé ».
Le climatologue Tom Wigley considère que le recours aux énergies renouvelables sera insuffisant pour contrer le changement climatique et que « la poursuite de l’opposition à l’énergie nucléaire menace la capacité de l’humanité à faire face au danger du changement climatique ».
Pour Yann Arthus-Bertrand, « Les écologistes refusent le débat car leur histoire se confond avec celle du mouvement pacifiste, contre la bombe atomique. Ils parlent des déchets nucléaires, mais nous empoisonnons tous les jours notre terre et nos enfants avec des pesticides ou des herbicides qui recouvrent 30 % du pays ! Si le changement climatique est la priorité des Verts et si ces déchets sont le prix à payer pour fermer les centrales à charbon, c’est leur responsabilité d’ouvrir le débat sans tabou ».
Rodolphe Meyer publie sur sa chaîne Le Réveilleur des vidéos explicatives sur le changement climatique, le stockage de l’énergie, le solaire thermique et le nucléaire.
Le spécialiste de sûreté nucléaire Rainer Moormann (en) ainsi que l'historienne des technologies et de l'Europe de l'Est Anna Veronika Wendland (de), auparavant actifs dans le mouvement anti-nucléaire allemand, signent en juillet 2020 dans Die Zeit une tribune en faveur de l'arrêt de la sortie du nucléaire.